# Kickxia aegyptiaca
Kickxia aegyptiaca là một loài thực vật có hoa trong họ Mã đề. Loài này được (L.) Nábĕlek mô tả khoa học đầu tiên năm 1926.